# Estació de Llacuna
Llacuna (antigament anomenada Luchana) és una estació de la L4 del Metro de Barcelona situada sota el carrer Pujades al districte de Sant Martí de Barcelona.
L'estació va entrar en servei el 1977 com a part de la Línia IV i amb el nom de Luchana fins que el 1982 amb la reorganització dels números de línies i canvis de nom d'estacions va adoptar el nom actual. La particularitat del nom d'aquesta estació de metro és que es troba a l'alçada del carrer de la Ciutat de Granada, a dos carrers de distància del carrer Llacuna.
| Metro de Barcelona     |          |                                              |          |                        |
| Procedència/Destinació | <        | Línia                                        | >        | Procedència/Destinació |
| Trinitat Nova          | Bogatell | Logotip de la Línia 4 del metro de Barcelona | Poblenou | La Pau                 |

## Accessos
- Carrer Pujades - Carrer Ciutat de Granada